# Oenothera linifolia
Oenothera linifolia är en dunörtsväxtart som beskrevs av Thomas Nuttall. Oenothera linifolia ingår i släktet nattljussläktet, och familjen dunörtsväxter. Inga underarter finns listade i Catalogue of Life.